# Euphausia lucens
Euphausia lucens är en kräftdjursart som beskrevs av Hansen 1905. Euphausia lucens ingår i släktet Euphausia och familjen lysräkor. Inga underarter finns listade i Catalogue of Life.